# Enivrez-vous
Enivrez-vous est un poème de Charles Baudelaire, publié le 7 février 1864 dans Le Figaro n°937 puis repris dans le recueil posthume Petits poèmes en prose.

## Notoriété
- Le poète et résistant arménien Missak Manouchian l'a traduit en arménien dans la revue littéraire Tchank en 1930[2].
- Il a été mis en musique par Henri Dutilleux dans sa dernière œuvre Le temps, l'horloge en 2007.
- Serge Reggiani l'a lu dans une interview et l'a enregistré dans un studio pour le mettre sur un disque. Ce poème fait de plus partie de son tour de chant lors de sa tournée en 1993, chanté juste avant Madame Nostalgie.
- Le groupe franco-anglais Stereolab l'a mis en musique dans son album Peng! en 1992.